# حرز إيغل
حرز إيغل هو نظام تسجيل من خمس نقاط، يستخدم أساسا لمرضى جراحة الأوعية الدموية، ويسمح بتقدير دقيق لخطر وفاة المريض أثناء جراحة القلب.

## عوامل الخطر الرئيسية
- العمر > 70
- الذبحة الصدرية
- احتشاء عضلة القلب (التاريخ أو موجات Q)
- فشل القلب الاحتقاني
- مرض السكري

## معدل وفيات (تقريبي)
0 عامل: 3%
1-2 العوامل: 8%
3 عوامل: 18%